# James Williams (Hockeyspieler)
James Ralph Williams (* 28. Juli 1878 in Penarth; † 21. Dezember 1929 in Cardiff) war ein britischer Hockeyspieler.

## Karriere
Williams wurde im Jahr 1878 in Penarth als Sohn eines Colonels geboren. Er besuchte zunächst das Marlborough College und später Bildungsstätten in der Schweiz. 1908 nahm er an den Olympischen Spielen in London teil. Hier gewann er mit der walisischen Hockeymannschaft die Bronzemedaille. Neben dem Hockeysport war er auch im Cricket in Newport aktiv.
Nach dem Ende seiner aktiven Laufbahn engagierte er sich bei der South Wales Hockey Association. Beruflich war er als Geschäftsmann beim Schifffahrtsunternehmen Watts, Watts & Co. Ltd. tätig.